# ترینس
ترینس (به آلمانی: Trins) یک منطقهٔ مسکونی در اتریش است که در اینسبروک لند واقع شده‌است. ترینس ۴۸٫۸ کیلومتر مربع مساحت دارد ۱٬۲۷۰ متر بالاتر از سطح دریا واقع شده‌است.